# クロロフェノール-O-メチルトランスフェラーゼ
クロロフェノール-O-メチルトランスフェラーゼ(Chlorophenol O-methyltransferase、EC 2.1.1.136)、以下の化学反応を触媒する酵素である。
S-アデノシル-L-メチオニン + トリクロロフェノール{\displaystyle \rightleftharpoons }S-アデノシル-L-ホモシステイン + トリクロロアニソール
従って、基質はS-アデノシルメチオニンとトリクロロフェノールの2つ、生成物はS-アデノシル-L-ホモシステインとトリクロロアニソールの2つである。
この酵素は異性化酵素、特にメチル基を転移させるメチルトランスフェラーゼに分類される。系統名は、S-アデノシル-L-メチオニン:トリクロロフェノール O-メチルトランスフェラーゼ(S-adenosyl-L-methionine:trichlorophenol O-methyltransferase)である。